# U.S. Route 131
Pour les articles homonymes, voir Route 131.
La U.S. Route 131 (US 131) est une U.S. Route qui suit un axe nord-sud et dont seulement 1,08 de ses 434,49 km ne se trouve pas dans l'état du Michigan. Cette autoroute débute à l'I-80 / I-90 (Indiana Toll Road (en)), dans le nord de l'Indiana. Rapidement, la route passe la frontière du Michigan. Elle relie les zones métropolitaines de Kalamazoo et de Grands Rapids et se termine dans le nord de l'état à Petoskey. Entre Portage et Manton dans le nord, la US 131 est une autoroute et une partie de celle-ci forme un multiplex avec l'I-296 à travers Grand Rapids. La US 131 forme un long couloir dans l'ouest de la péninsule inférieure du Michigan, traversant autant des paysages ruraux et des forêts que des zones urbaines. De nombreux surnoms ont été donnés à cette route à travers le temps. Le plus vieux d'entre eux, le Mackinaw Trail, a pour origine un sentier indien alors que les autres rendaient plutôt honneur à des politiciens. Une tentative de dédier l'autoroute au poète James Whitcomb Riley a échoué, ne parvenant pas à trouver du soutien au sein du Michigan.

## Description du tracé

### Indiana
La US 131 est le prolongement de la SR 13 au nord de l'I-80 / I-90. La route parcourt un peu plus d'un mile dans l'état avant d'entrer au Michigan.

### Michigan
La US 131 entre au Michigan au sud de White Pigeon. Elle se dirige vers le nord et contourne Constantine et Three Rivers avant de passer à l'ouest de Kalamazoo. Elle continue ensuite vers le nord et passe par Plainwell et Wayland avant d'atteindre Grand Rapids. Elle traverse le sud de la ville seule avant de croiser l'I-196 et d'y débuter un court multiplex avec l'I-296. Elle croise l'I-96 au nord de la ville et continue de se diriger vers le nord. Elle passe par Reed City, Cadillac, Manton, où elle passe d'autoroute à quatre voies à route à deux voies, Kalkaska, Mancelona, Boyne Falls et Petoskey, où elle prend fin lorsqu'elle rencontre la US 31.

## Intersections majeures
Indiana
 I-80 / I-90 / Indiana Toll Road / SR 13 à York Township
Michigan
 US 12 à White Pigeon
 I-94 à Portage
 I-196 / I-296 à Grand Rapids. L'I-296 / US 131 forment un multiplex dans la ville.
 I-96 à Grand Rapids
 US 10 à Reed City
 US 31 à Petoskey